# Crise política na Tunísia em 2013–2014

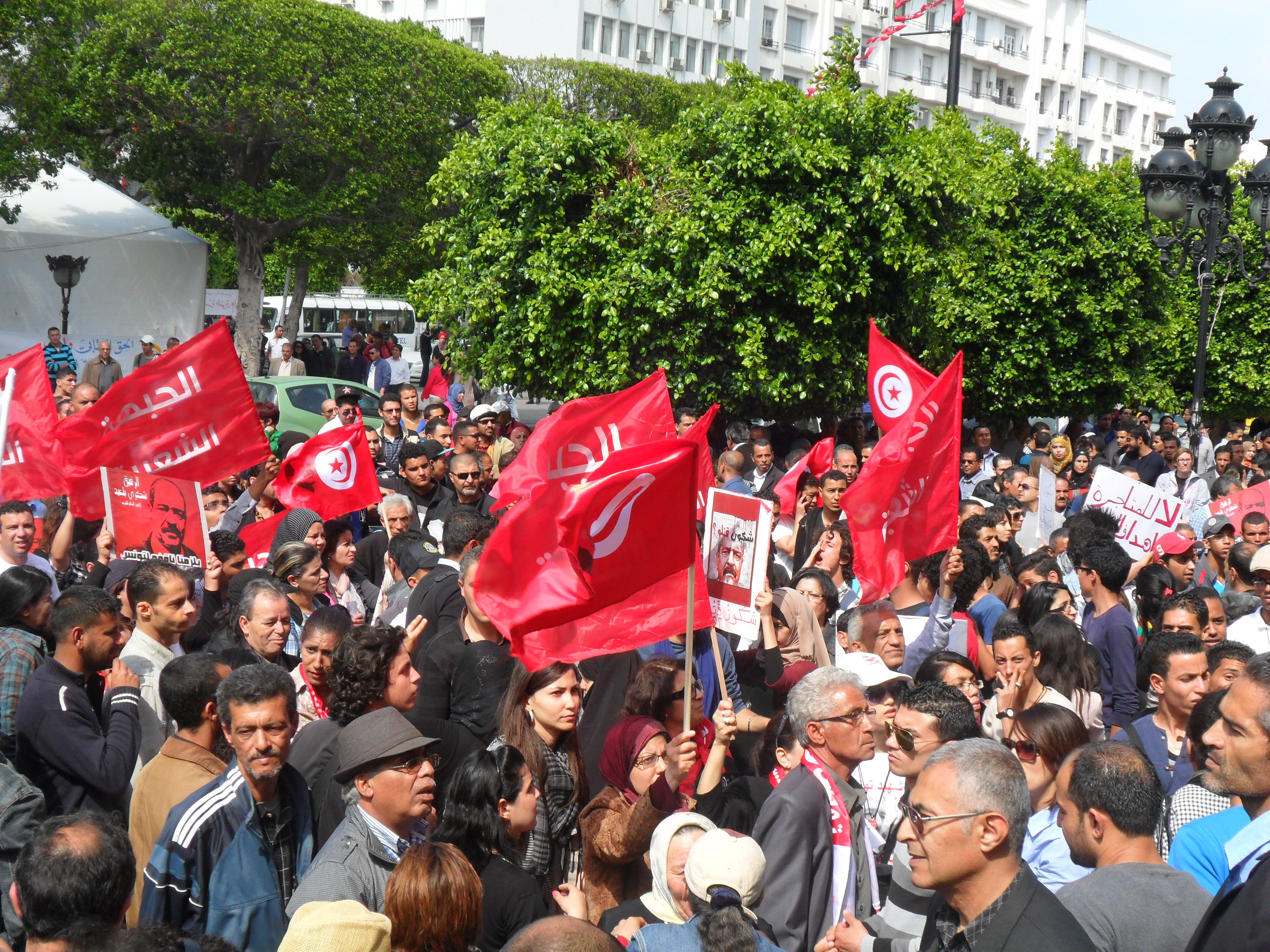
Reunião da Frente Popular Tunisina

Uma crise política se desenvolveu na Tunísia após o assassinato do líder esquerdista Mohamed Brahmi no final de julho de 2013, durante o qual a oposição essencialmente secular do país organizou vários protestos contra a aliança governista Troika que era dominada pelos islamistas do Movimento Ennahda de Rashid al-Ghannushi. Os eventos surgiram como parte das consequências da Revolução de Jasmim que depôs o presidente de longa data do país Zine El Abidine Ben Ali, seguida de uma eleição geral onde o Ennahda obteve uma pluralidade juntamente com o aliado Congresso para a República (CPR) de Moncef Marzouki. A crise diminuiria gradativamente quando o primeiro-ministro Ali Laarayedh renunciou e uma nova constituição foi aprovada em janeiro de 2014.
Muitos incidentes alimentaram os protestos, incluindo o assassinato dos importantes líderes seculares Chokri Belaid em 6 de fevereiro de 2013 e Mohamed Brahmi em 25 de julho.  Outros fatores incluem o fracasso do governo em lidar com a ascensão de grupos salafistas radicais incluindo Ansar al-Sharia, que foi amplamente considerado como estando por trás dos assassinatos, assim como muitos outros ataques a agentes de segurança e as instituições do estado.  Isto levou o governo a listar o grupo como uma organização terrorista em meio à crescente pressão pelos grupos de oposição. 
Os protestos intensificaram em 23 de outubro de 2013, quando milhares de manifestantes tomaram as ruas exigindo que o governo renunciasse horas antes das negociações entre os dirigentes da coligação islamita e os líderes oposicionistas que concluíram com o Ennahda prometendo renunciar em três semanas, encerrando assim um mês de impasse político.  Em troca da renúncia do Ennahda, a oposição concordou em aprovar uma constituição em que a liberdade religiosa fosse garantida, porém ao mesmo tempo daria um maior papel da religião na vida pública do que antes. 